# 2025 en Mauritanie
Chronologie de la Mauritanie
- 2021
- 2022
- 2023
- 2024
- 2025
- 2026
- 2027
- 2028
- 2029

Cet article traite des événements qui se sont produits durant l'année 2025 en Mauritanie.

## Événements

### Mars
- 20 mars : L'Organisation internationale de bienfaisance annonce des plans pour construire une nouvelle ville en Mauritanie.
- 27 mars : La Banque mondiale approuve le projet DREAM pour le développement des ressources énergétiques et du secteur minier en Mauritanie.

### Avril
- 5 avril : La finale nationale du concours "Mon Idée, Mon Entreprise" (MIME) se tient à Nouakchott, visant à encourager l'esprit entrepreneurial au sein des universités mauritaniennes[1].
- 15 avril : La Mauritanie et l'Union européenne signent une charte sanitaire pour la période 2025-2027, visant à renforcer la coopération dans le domaine de la santé[2].
- 23 avril : Le président Mohamed Ould Cheikh El Ghazouani présente un rapport détaillé sur la présidence mauritanienne de l'Union africaine[3].

### Mai
- 9 mai : La Mauritanie et le FMI parviennent à un accord ad referendum sur la quatrième revue du programme économique appuyé par le MEDC et la FEC, ainsi que sur la troisième revue de l'accord au titre de la FRD[4].
- 14 mai : L'ancien président Mohamed Ould Abdel Aziz est condamné à 15 ans de prison pour corruption et blanchiment d'argent.
- 16 mai : Les gouvernements du Sénégal et du Mali expriment leur colère face aux expulsions massives de migrants par la Mauritanie, qualifiant ces actions de xénophobes[5].
- 21 mai : Le Conseil des ministres approuve la création de l'Institut Supérieur de la Magistrature et Métiers de la Justice (ISMMJ), visant à renforcer le système judiciaire mauritanien[6].
- 30 mai : L'ambassadrice de Mauritanie à Washington participe à un déjeuner de travail avec des représentants du Nebraska pour explorer des opportunités de coopération dans les domaines du commerce et de l'éducation[3].
- 31 mai : La Mauritanie célèbre la Journée de l'Afrique à Washington, mettant en avant les relations diplomatiques et culturelles avec les États-Unis[3].

### Juin
- 1er juin : La deuxième édition de l'Expo Mauritanie 2025 s'ouvre au stade olympique de Nouakchott, mettant en avant les ambitions économiques nationales et les opportunités d'investissement[7].

## Décès
- 9 mai : Mohamed Ould El Meidah, poète et écrivain, figure de la littérature populaire mauritanienne
- 14 mai : Cheikh Mohamed Abdarahman Ould Ahmed, érudit religieux
- 21 mai : Mohamed El Béchir Ould Cheikh El Hadi Ould Seyid, intellectuel et homme de culture, décédé dans un accident tragique

#### L'année 2025 dans le reste du monde
- L'année 2025 dans le monde
- 2025 par pays en Amérique • 2025 au Brésil, 2025 au Canada, 2025 au Québec, 2025 aux États-Unis, 2025 au Mexique
- 2025 en Europe, 2025 dans l'Union européenne • 2025 en Belgique, 2025 en France, 2025 en Italie, 2025 en Suisse
- 2025 en Afrique • 2025 par pays en Asie • 2025 par pays en Océanie, 2025 en Océanie • 2025 en Antarctique
- 2025 aux Nations unies
- Décès en 2025